# Transport Fever
Transport Fever - комп'ютерна гра в жанрі економічного симулятора, розроблена Urban Games та видана Gambitious Digital Entertainment. Це друга гра із серії комп'ютерних ігор Transport Fever. Вона була випущена на платформах Windows та MacOS 8 листопада 2016 року.

## Геймплей
Як і попередник Train Fever, Transport Fever фокусується на громадському транспорті, проте він пропонує більше різновидів автобусів, поїздів, кораблів і літаків. Гра починається з 1850 і дозволяє гравцям грати до наших днів, переживаючи транспортну історію, що розтягнулася більш ніж на 150 років. Нові транспортні засоби випускаються поступово до 2014 року. У грі представлені американські та європейські кампанії, кожна з яких надає сім завдань, розповідаючи про історію 19-го та 20-го століть.

## Розробка та випуск
Transport Fever був анонсований у квітні 2016 року. Він був розроблений Urban Games, які є творцями всієї серії ігор Transport Fever. Гра була випущена 8 листопада 2016 року у всьому світі для Microsoft Windows.

## Відгуки
Гра Transport Fever отримала змішані відгуки критиків, згідно з агрегатором Metacritic.
Гра отримала 7 балів від видання TheSixthAxis. Його редакція відзначила «велику увагу до деталей», і похвалила режим кампанії, при цьому додавши, що захаращена система інтерфейсу користувача, негнучкі дороги і випадкові помилки, швидше за все, змусять гравців втратити інтерес до гри.
Серхіо Брінкхуїс з Hooked Gamers, пише, що в порівнянні зі своїм попередником Train Fever, гра покращилася майже у всіх аспектах. Проте тимчасова прогресія у грі трохи збилася. Критиці зазнала і система часу, за словами критика «час у дорозі в порівнянні з відстанню повністю не працює, і день у грі триває лише кілька секунд».
Найвищий бал серед тринадцяти відгуків гра отримала від GameStar. Бенджамін Даннеберг похвалив гру за те, що вона пропонує найкращі вантажні системи та нові транспортні засоби, але керування все ще недосконале.